# Wine Country (2019)
Wine Country ist eine amerikanische Filmkomödie von Amy Poehler. Sie handelt von einer Gruppe Freundinnen mittleren Alters, die einen Trip zu einer Weinprobe in Wine Country in Kalifornien machen. Der Film erschien am 8. Mai 2019 in ausgewählten Kinos und wurde zwei Tage später digital bei Netflix veröffentlicht.

## Handlung
Abby entschließt sich dazu, den 50. Geburtstag ihrer Freundin Rebecca mit einem Wochenendausflug in Napa zu feiern. Trotz derer Bemühungen, eine kleine zwanglose Feier zu organisieren, lädt Abby ihre und Rebeccas vier langjährige Freundinnen, welche beide schon kennen, seit sie alle zusammen in einer Pizzeria bedient hatten, ein.

## Produktion

### Entwicklung
Am 20. März 2018 wurde bekannt, Netflix habe grünes Licht für eine Filmkomödie namens Wine Country gegeben. Außerdem wurde berichtet, Amy Poehler werde mit diesem Film ihr Debüt im Bereich Regie geben und außerdem neben Carla Hacken und Morgan Sackett als ausführende Produzentin wirken. Das Drehbuch stammt von Emily Spivey und Liz Cackowski und Dunshire Productions, Paper Kite Production und Paper Pictures haben am Film mitgewirkt.

### Rollenvergabe
Die offizielle Ankündigung des Films bestätigte Poehler und Spivey als Hauptdarsteller, neben Rachel Dratch, Ana Gasteyer, Paula Pell, Maya Rudolph, und Tina Fey. Im März 2018 wurden außerdem Maya Erskine, Jason Schwartzman und Cherry Jones als Darsteller bekanntgegeben.

### Dreharbeiten
Die Dreharbeiten begannen am 22. März 2018 in Los Angeles und fanden außerdem in Napa in Kalifornien statt. Später, im Mai, wurde außerdem in Calistoga gedreht. Das offizielle Ende der Dreharbeiten war Anfang Juni 2018.